# NGC 601
NGC 601 è una galassia lenticolare compatta situata nella costellazione della Balena, a una distanza di circa 254 milioni di anni luce dalla nostra Via Lattea.

## Scoperta
NGC 601 è stata scoperta nel 1886 dall'astronomo statunitense Frank Muller.

## Descrizione
NGC 601 è una galassia il cui nucleo è molto brillante nell'ultravioletto. È inserita nel catalogo di Markarian con il codice Mrk 1000 (MK 1000).